# 蓋瑞·貝瑞爾
蓋瑞·利昂·貝瑞爾（英語：Gary Leon Burrell，1937年8月24日—2019年6月12日），美國電氣工程師、商人和慈善家。Garmin共同創辦人，也是全球衛星定位導航系統Garmin的名譽主席。

## 早年生活
蓋瑞·貝瑞爾出生於1937年。他在衛奇塔州立大學獲得了電氣工程學士學位，並在壬色列理工學院取得碩士學位。貝瑞爾曾在Lowrance Electronics和King Radio Corporation工作。在1980年代初，他轉至Allied Signal工作。1989年，貝瑞爾與高民環共同創辦了Garmin，專注於全球衛星定位導航系統的服務。起初，他們的辦公室只有兩把折疊椅和一張牌桌。在第一次海灣戰爭期間，一些美國軍人使用Garmin GPS，儘管Garmin從未簽署過軍事合約。隨後，這項技術擴展到美國市場，為所有道路和高速公路提供導航指引。此外，貝瑞爾也是堪薩斯州奧拉西印第安溪社區教會的重要贊助者。

## 個人生活
貝瑞爾已婚，育有三個孩子。他住在堪薩斯州的斯普林希爾 。截至2016年，貝瑞爾成為億萬富翁。 他於2019年6月12日因帕金森氏症去世，享年81歲
。